# Frank Richard George Lampard
Frank Richard George Lampard (Londra, 20 settembre 1948) è un ex calciatore inglese, di ruolo difensore.
Assieme a Geoff Hurst, Kenny Brown, William Bonds e Martin Peters, è primatista di presenze (15) con la maglia del West Ham nelle competizioni calcistiche europee.
Durante la finale, giocata a Bruxelles, della Coppa delle Coppe 1975-1976 contro i belgi dell'Anderlecht, un suo avventato e corto retropassaggio al portiere degli Hammers causò il momentaneo 1-1 dei biancomalva belgi, siglato dall'esterno di attacco olandese Rob Rensenbrink. Il clamoroso errore fu propedeutico alla repentina sostituzione di Lampard con Alan Taylor.
È il padre di Frank Lampard, anche lui ex calciatore.

## Palmarès

### Club

#### Competizioni nazionali
- Coppa d'Inghilterra: 2

West Ham: 1974-1975, 1979-1980
- Second Division: 1

West Ham: 1980-1981